# باشگاه والیبال هما
باشگاه والیبال هما یکی از ریشه‌دارترین و موفق‌ترین باشگاه‌های والیبال زنان ایرانی است.  این باشگاه یکی از معدود باشگاه‌های والیبالی است که هم قبل از انقلاب توانسته به قهرمانی جام باشگاه‌های تهران برسد و بعد از انقلاب نیز قهرمان لیگ برتر والیبال زنان ایران شده است. تیم زنان این باشگاه در سال ۱۳۵۰ تاسیس شد و اولین شکست خود را پس از ۴ سال و در اولین دوره مسابقات جام شهبانو در آبان سال ۱۳۵۴ تجربه کرد. در مرحله مقدماتی این مسابقات تیم هما در مقابل تیم پاس شکست خورد.
تیم مردان این باشگاه در اولین دوره مسابقات کشوری والیبال باشگاهی ایران، جام پاسارگاد، در سال ۱۳۵۴ شرکت کرد و توانست به مقام چهارمی کشور دست یابد.

## دست آوردها
جام قهرمانی دختران باشگاه‌های تهران
- قهرمان:[۳]۱۳۵۱، ۱۳۵۲[۴]، [۵]۱۳۵۳

لیگ برتر والیبال زنان ایران
- قهرمان:۱۳۸۰[۶]، ۱۳۸۳[۷]
- نایب قهرمان: ۱۳۸۵
- لیگ دسته یک والیبال زنان ایران
- قهرمان: ۱۳۷۹